# 白条蚱
白条蚱（学名：Tetrix albistriatus）一种发现于中华人民共和国云南省东南部地区的昆虫，隶属于蚱科蚱属，模式产地为屏边苗族自治县大围山。

## 形态特征
正模标本为雌性成虫，体型较小，身体呈暗褐色。它的体背面从头顶到后突顶端有一条宽白的纵向条纹，并在背板中部有四个黑斑。头顶的宽度与眼睛的宽度相等，侧面观察时，头部前缘是平直的，稍微突出于复眼之前。前胸背板的前缘也是平直的，中隆线的全长明显可见，侧面观察时，背板上缘近乎平直。后突呈短楔状，延伸到后足股节的2/3至4/5处。后翅为黑色，延伸到后突近端部。前、中股节和胫节上有2至3个黑色横斑，第1跗节和第2跗节的基部和端部为黑色。后足股节的外侧有两个黑色横斑，有些个体的外侧还有一条白色纵条纹。后足胫节为黑色，具有2至3个淡色环，第2跗节和第3跗节的基部和端部为黑色。